# کنترل آشوب
کنترل آشوب رویکردی طراحی شده‌است که بر اساس مشاهده رفتارهای سامانه پویا در آزمایش نظریه آشوب به‌دست می‌آید. هر جاذب حرکت آشوبناک شامل تعداد نامحدودی از مدارهای تناوبیِ ناپایدار است. پویاشناسیِ آشوب از این روی شامل حرکتی است که حالت سامانه برای مدت کوتاهی در همسایگی یکی از این مدارها است و سپس به مدار ناپایدار تناوبی دیگری سقوط می‌کند. این حرکت به همین منوال ادامه می‌یابد. نتایج چنین حرکتی در دوره‌های زمانی طولانی‌تر بسیار پیچیده، غیرقابل پیش‌بینی و شگفت می‌شوند.
کنترل آشوب به معنی پایدارسازی و تثبیت حرکت سامانه است. پیش از بکار بردن روش‌هایی که برای کنترل وجود دارد، باید مدارهای ناپایدار تناوبی را به دقت معین کرد. طریقه کنترل آشوب ایجاد اختلال کوچکی در این مدارهای ناپایدار تناوبی است. اختلال ایجاد شده باید نسبت به بزرگیِ جاذب، بسیار اندک باشد تا پویاییِ طبیعی سامانه را برهم نزند.

## کاربرد
سامانه‌های دنیای واقعی همه سامانه‌های غیرخطی هستند که در آن‌ها آشوب اتفاق می‌افتد.
کنترل تجربی آشوب در سامانه‌های مختلف با موفقیت انجام شده‌است که موارد زیر را شامل می‌شود:
- کنترل آشوب واکنش‌های نوسانی شیمیایی - این واکنش‌ها نمونه‌هایی از پدیده‌های غیرخطی هستند و بسیار پیچیده می‌باشند.[۱]
- کنترل آشوبِ آریتمیِ قلب[۲]
- کنترل آشوب در سیالات - آشفتگی در سیالات - آشفتگی حرکت نامنظمی است که عموماً زمانی که سیالات از روی سطوح جامد عبور می‌کنند یا حتی هنگامی که جریان‌هایی از یک نوع سیال در مجاورت هم قرار گرفته یا از روی یکدیگر عبور می‌کنند، دیده می‌شود.[۳][۴][۵]
- کنترل آشوب نوسانگرهای مغناطیسی-مکانیکی[۶]

## فیزیک سیبرنتیک
وارد کردن نیرو به دو سامانه تنها راه رسیدن به هم‌گاه سازی آشوب نمی‌باشد. علاوه بر کنترل آشوب، هم‌گاه سازی نیز بخش‌هایی از فیزیک سیبرنتیک هستند. فیزیک سیبرنتیک حوزه تحقیقیِ واقع در مرز بین فیزیک و نظریه کنترل است.